# Edmund Friedrich Levin von Nagel
Edmund Friedrich Levin von Nagel (* 1689; † 1. August 1744) war Amtsdroste in Stromberg und Generalmajor in der fürstbischöflichen Armee.

## Leben

### Herkunft und Familie
Edmund Friedrich Levin von Nagel wurde als Sohn des Christoph Bernhard von Nagel und seiner Gemahlin Anna Odilia Charlotte von Brabeck zu Letmathe († 1704) geboren.
Am 2. Februar 1722 heiratete er Johanna Rosina Antoinetta von Tastungen († 1743). Aus der Ehe gingen die Kinder Franz Ferdinand und Hermann Adolf hervor.

### Wirken
Mit der Erhalt der Tonsur am 27. August 1702 wurde Edmund Friedrich Levin von Nagel auf ein geistliches Amt vorbereitet. Im Alter von 28 Jahren wurde er zur Münsterschen Ritterschaft aufgeschworen. Damit war er Vertreter im Landtag. Dessen Aufgabe bestand in der Regelung des Steuerwesens und ab 1447 auch des Fehdewesens im Hochstift Münster.
Am 10. Januar 1719 wurde er seinem Vater im Amt des Drosten in Stromberg zunächst beigeordnet und dann nach dessen Tod als Drost eingesetzt. Wie sein Vater und sein Großvater Dietrich Hermann stand auch er in Diensten der fürstbischöflichen Armee. Er war Generalmajor und Obrist in einem Regiment zu Pferde. Im Kavallerieregiment von Bönninghausen war er 1731 Obristlieutenant und 1733 Oberst. In den Jahren von 1724 bis 1739 fungierte er auch als Gouverneur von Peine.